# Michael Færden
Michael Johan Færden (født 24. december 1836 i Norderhov på Ringerike, død 17. juni 1912 sammesteds) var en norsk præst og forfatter. Han var fætter til Anders Færdens far.
Han blev student 1855, cand. theol. 1861 og var såvel tidligere som senere en anset lærer ved Nissens Latinskole i Kristiania. I 1867 blev han ordineret og var fra 1890 sognepræst og provst i Norderhov. En kort tid redigerede han Folkevennen, 1876—80 ugebladet Hjemmet, tillæg til Fædrelandet, og fra 1881 var han en af redaktørerne af det højkirkelige Luthersk Ugeskrift til dettes standsning 1893 . Af hans artikelrækker i dette tidsskrift, hvoriblandt adskillige recensioner af den nyere norske digtning, er i særtryk udgivne de to skrifter Pressen og Vantroen (1881) og Kvindespørgsmaalet (1881).
Foruden ved forskellige småskrifter (blandt andet de to biografier af Hanna Vinsnes 1873 og Peter L. Hærem 1878) har han gjort sig bekendt også uden for Norge ved sin fremtrædende deltagelse i den politiske og kirkelige presses diskussion, især om sociale og litterære spørgsmål, stadig fra et meget konservativt standpunkt. I flere skrifter har han givet populære fremstillinger af den gammeltestamentlige bibelkritik: Det gamle Testamente i Lyset af den nyere Bibelforskning (1902); Kampen om det gamle Testament (1903); Aandsbrytningerne inden for Israel, I (1908); Aandsbrydninger inden for urkristendommen (1912).